# Marino Dinucci
Marino Dinucci, in arte Marin Faliero (Pisa, 23 agosto 1902 – Pisa, 1º marzo 1981),è stato uno dei massimi esponenti dell'enigmistica italiana di tutti i tempi. Lo pseudonimo era il nome di un celebre doge veneziano.

## Biografia
Iniziò la sua attività di enigmista nel 1923 sulla rivista Favilla e si rivelò fin dall'inizio come uno dei più validi campioni della "scuola moderna", raggiungendo in breve i più alti livelli dell'arte enigmistica.
Dal 1933 al 1943, fu redattore della Palestra sulla Domenica dei Giochi, dove esercitò un'importante opera didattica, tanto da essere riconosciuto come "Maestro" da gran parte degli enigmisti del dopoguerra.
Il comune di San Giuliano Terme, dove tra l'altro egli esercitò per moltissimi anni l'attività di farmacista, gli ha intitolato una strada.